# Victor Fontorbe
Victor Fontorbe, né le 11 décembre 1815 à Rochefort et mort le 13 novembre 1875 à Saintes, est un architecte français. Il a été architecte de la ville et de l'arrondissement de Saintes entre 1842 et 1875. Il a fortement contribué au visage actuel de la ville, en réalisant notamment le haras et la sous-préfecture et en finalisant la mise en place des cours National et Reverseaux. Il a également ouvert la ville vers l'extérieur avec le cours Lemercier et l'avenue Gambetta.

## Biographie
Victor Fontorbe naît à Rochefort en 1815. Son père, Jean-Bertrand Fontorbe, est entrepreneur général des travaux maritimes du port, puis architecte, et reçoit la décoration du Lys en 1816. Victor perd sa mère Julie Peillon en 1823 et est élevé, ainsi que son frère plus jeune, par leur tante paternelle. Ses premiers dessins connus sont datés de 1833 : il travaille alors sans doute avec son père. Ce dernier meurt en 1836 et on retrouve le jeune Fontorbe à Bordeaux, chez Jean Burguet (architecte de l’hôpital Saint-André) jusqu’en 1838 où il intègre l’un des ateliers les plus réputés à Paris, celui d’Achille Leclère. Il est admis en 2e classe aux Beaux-Arts en 1839.
En 1842, Fontorbe est recruté par le maire de Saintes, Jean-Baptiste Lemercier en tant qu’architecte de la ville et architecte d’arrondissement. Fontorbe s’installe à Saintes. Il épouse Aline Routier, fille du percepteur et ancien maire de Thénac, dont il aura quatre enfants (Victor Georges, médecin chef de la Marine ; Jean Victor ; Victor Émile, capitaine de vaisseau et major de la Marine à Rochefort ; Marie Baptistine, épouse du capitaine de frégate Victor Léon Parfait). En 1844, il est nommé architecte des arrondissements de Saint-Jean-d'Angély, Jonzac, Rochefort et Marennes en plus de celui de Saintes.
Proche du député bonapartiste Eugène Eschassériaux, il est limogé par le Conseil général de la Charente-Maritime après la proclamation de la République en 1873, puis par la municipalité en 1875. Il meurt le 13 novembre 1875.

## Réalisations
Des grands travaux d'urbanisme ont été engagés à la fin du XVIIIe siècle dans la ville de Saintes afin d'améliorer la circulation. Deux voies sont notamment mises en place au début du XIXe siècle permettant un contournement de la ville par le nord et l'ouest : les actuels cours National et cours Reverseaux. Victor Fontorbe finalise ces grands travaux (pavage, trottoirs, alignement des bâtiments) et crée de nouvelles rues permettant le raccordement de ce nouvel axe à la ville ancienne.
De 1838 à 1842, un pont suspendu est construit à l’extrémité du cours National pour remplacer l'ancien pont romain de Saintes qui doit être démantelé. Or l'arc de Germanicus, porte monumentale de l'époque romaine, est enchâssé dans l'une des piles de cet ancien pont. Après de vives discussions, la Commission des Monuments Historiques décide de démonter l'arc et de le reconstruire sur la berge. Victor Fontorbe est l'architecte d'exécution de cette délicate opération.
Par la suite, il conçoit et réalise de nombreux bâtiments dans la ville de Saintes, dont la plupart sont encore présents aujourd'hui : 
- La sous-préfecture (1848)
- Le haras national de Saintes (1848-1852)
- Le palais de justice sur des plans de Van Cleemputte (1853-1864)
- Le marché couvert (1865) détruit en 1976, à l'emplacement du marché actuel
- La mairie, détruite par un incendie en 1871 et reconstruite pratiquement à l'identique sur plans de Charles Brouty
- Plusieurs octrois, dont ceux de La Maladrerie et de Malakoff

Autour de Saintes, il conçoit et réalise de nombreux bâtiments : écoles, mairies, lieux de culte (églises catholiques et temples protestants), presbytères, halles, sous-préfectures, gendarmeries... Quelques exemples :
- Église Saint-Étienne de Floirac
- Église Saint-Séverin de Chenac-Saint-Seurin-d'Uzet
- Temple protestant, mairie, halle et palais de justice de Gémozac
- Restauration de la sous-préfecture et de l'église de Jonzac

Il conçoit et aménage enfin de nombreuses habitations particulières en ville et à la campagne.

## Style
Le style de Fontorbe est plutôt néoclassique. Les lignes verticales des fenêtres sont coupées par les horizontales des moulures soulignant chaque étage et des corniches à modillons donnant un côté austère à ses réalisations. Des détails de décoration existent pourtant : des chambranles de fenêtres moulurés avec éventuellement un motif végétal, des rez-de-chaussée avec des lignes de refend, des chaînes d’angle harpées et des consoles de balcon avec un motif de palmette. Certaines maisons, comme La Pinellerie, font penser aux villas palladiennes.
Pour les édifices religieux, il est considéré comme l'un des précurseurs du néo-roman, en rupture avec la mode de l'époque et le néogothique de Viollet-le-Duc.

## Sources
- Archives départementales : série 2 O Saintes, série 4 N article Fontorbe
- Recueil de la commission des arts et monuments de Charente Inférieure, no 6, no 15
- Mémoires du baron Eschassériaux (1823-1906), 20 tomes manuscrits, bibliothèque municipale de Saintes, Fonds ancien
- Saintes douairière (1830-1848), Henri Texier, éditions Le croît vif, Collection Documentaires